# آکویلیا
آکویلیا (به ایتالیایی: Aquileia) یک کومونه در ایتالیا است که در استان اودینه واقع شده‌است.

## خصوصیات
آکویلیا ۳۶ کیلومترمربع مساحت و ۳٬۵۰۳ نفر جمعیت دارد و ۵ متر بالاتر از سطح دریا واقع شده‌است.

## خواهرخوانده
شهر پیران خواهرخواندهٔ آکویلیا هست.